# Тавареш, Мартим
Мартим Мигел Карнейру Тавареш (порт. Martim Miguel Carneiro Tavares; род. 20 января 2000, Порту) — португальский футболист, нападающий клуба «Боавишта».

## Клубная карьера
Тавареш — воспитанник клубов «Порто», «Падроэнсе» и «Боавишта». 14 августа 2022 года в матче против «Санта-Клара» он дебютировал в Сангриш лиге в составе последних. В этом же поединке Мартим забил свой первый гол за «Боавишту».